# Anton Mirantjuk
Anton Andrejevitj Mirantjuk (ryska: Антон Андреевич Миранчук), född 17 oktober 1995 i Slavjansk-na-Kubani, är en rysk fotbollsspelare som spelar för Lokomotiv Moskva. Han representerar även Rysslands fotbollslandslag.
Hans tvillingbror Aleksej är också han professionell fotbollsspelare.